# Hugo Aust
Hugo Aust (* 20. April 1947 in Breslau; † 27. März 2025) war ein deutscher Germanist, Literaturwissenschaftler und Hochschullehrer.

## Leben und Wirken
Nach seiner Reifeprüfung 1966 am Hermann-Josef-Kolleg Steinfeld studierte Hugo Aust von 1966 bis 1974 an Germanistik, Anglistik und Philosophie an der Universität Bonn. Dort promovierte er 1974 bei dem Germanisten Benno von Wiese. Von 1974 bis 1980 war er als wissenschaftlicher Assistent an der Pädagogischen Hochschule Rheinland (Abteilung Köln) tätig. Ab 1980 arbeitete er dann zunächst als Lektor, seit 1983 als Studienrat bzw. Oberstudienrat im Hochschuldienst an der Universität Köln. Seine Habilitation erfolgte dort 1982. Seit 1987 lehrte er in Köln als außerplanmäßiger Professor für Deutsche Sprache und Literatur sowie deren Didaktik.
In seinen Veröffentlichungen beschäftigte sich Aust vor allem mit der deutschsprachigen Literatur des 19. Jahrhunderts, vor allem mit Theodor Fontane und Johann Nestroy. Außerdem schrieb er mehrere Einführungswerke, die teilweise mehrfach neu aufgelegt wurden.

## Veröffentlichungen (Auswahl)
- Theodor Fontane: "Verklärung". Eine Untersuchung zum Ideengehalt seiner Werke (= Bonner Arbeiten zur deutschen Literatur, Bd. 26). Bouvier, Bonn 1974, ISBN 3-416-00998-3 (= Dissertation Universität Bonn).
- Literatur des Realismus (= Sammlung Metzler, Abt. D, Bd. 157). Metzler, Stuttgart 1977, ISBN 3-476-10157-6 (3. Aufl. 2000, ISBN 3-476-13157-2).
- (Hrsg.): Fontane aus heutiger Sicht. Analysen und Interpretationen seines Werks. Nymphenburger Verlagshandlung, München 1980, ISBN 3-485-03228-X.
- Lesen. Überlegungen zum sprachlichen Verstehen (= Konzepte der Sprach- und Literaturwissenschaft, Bd. 31). Niemeyer, Tübingen 1983, ISBN 3-484-22031-7 (= Habilitationsschrift Universität Köln).
- Theodor Fontane: Der Stechlin (= Universalbibliothek. Erläuterungen und Dokumente, Bd. 8144). Reclam, Stuttgart 1985, ISBN 3-15-008144-0.
- Gewissheit und Interpretation. Fragen im Anschluß an Ludwig Wittgensteins 'Über Gewißheit'. In: Hugo Aust (Hrsg.): Wörter. Schätze, Fugen und Fächer des Wissens. Festgabe für Theodor Lewandowski zum 60. Geburtstag (= Tübinger Beiträge zur Linguistik, Bd. 316). Narr, Tübingen 1987, S. 173–190, ISBN 3-87808-376-9.
- (mit Peter Haida u. Jürgen Hein): Volksstück. Vom Hanswurstspiel zum sozialen Drama der Gegenwart. Beck, München 1989, ISBN 3-406-33606-X.
- Novelle (= Sammlung Metzler, Bd. 256). Metzler, Stuttgart 1990, ISBN 3-476-10256-4 (5. Aufl. 2012, ISBN 3-476-15256-1).
- Der historische Roman (= Sammlung Metzler, Bd. 278). Metzler, Stuttgart 1994, ISBN 3-476-10278-5.
- Theodor Fontane. Ein Studienbuch. Francke, Tübingen/Basel 1998, ISBN 3-8252-1988-7.
- Theodor Fontane: Unterm Birnbaum. Mit Kommentaren von Klaus Lüderssen und Hugo Aust (= Juristische Zeitgeschichte, Abt. 6, Bd. 5). Nomos, Baden-Baden 2001, ISBN 3-7890-6872-1.
- (Hrsg.): Fontane, Kleist und Hölderlin. Literarisch-historische Begegnungen zwischen Hessen-Homburg und Preußen-Brandenburg (= Fontaneana, Bd. 2). Königshausen & Neumann, Würzburg 2005, ISBN 3-8260-3162-8.
- Realismus. Lehrbuch Germanistik. Metzler, Stuttgart 2006, ISBN 3-476-01864-4.
- (Hrsg., mit Hubertus Fischer): Boccacio und die Folgen. Fontane, Storm, Keller, Ebner-Eschenbach und die Novellenkunst des 19. Jahrhunderts (= Fontaneana, Bd. 4). Königshausen & Neumann, Würzburg 2006, ISBN 978-3-8260-3458-9.
- (Hrsg., mit Hubertus Fischer): Fontane und Polen, Fontane in Polen (= Fontaneana, Bd. 6). Königshausen & Neumann, Würzburg 2008, ISBN 978-3-8260-3821-1.
- Vorspiel. Lebenslauf eines vielgewandten Helden. Michael Kleebergs 'Der König von Korsika'. In: Johannes Birgfeld/Erhard Schütz (Hrsg.): Michael Kleeberg. Eine Werksbegehung. Deutsche Verlagsanstalt, München 2014, S. 180–200, ISBN 3-421-04648-4.

Außerdem gab Hugo Aust drei Bände der Ausgabe "Sämtliche Werke" von Johann Nestroy heraus (Bd. 4: Die Zauberreise in die Ritterzeit, 1999; Bd. 30: Mein Freund, 2001 u. Bd. 31: Kampl, 1992).